# Lyrodus massa
Lyrodus massa is een tweekleppigensoort uit de familie van de Teredinidae. De wetenschappelijke naam van de soort is voor het eerst geldig gepubliceerd in 1923 door Lamy.